# Bikszárd
Bikszárd (szlovákul Buková, korábban Biksárd) község Szlovákiában, a Nagyszombati kerületben, a Nagyszombati járásban.

## Fekvése
Nagyszombattól 26 km-re északnyugatra fekszik.

## Története
A község határa a régészeti leletek tanúsága szerint már a kőkorszak óta lakott. Éltek itt emberek a kőkorszakban, a bronzkorban, a korai vaskorban is. Kelta, kvád és római kori települések voltak a területén.
1256-ban IV. Béla magyar király oklevelében Byk néven említik először. 1336-ban Károly Róbert oklevelében vámszedő helyként említik. Lakói határőrzők voltak, akik fel voltak mentve az adófizetés alól. 1394-ben Bygzaad néven szerepel. A település az éleskői uradalomhoz tartozott, majd 1752-től a szentjánosi uradalom része lett. A 19. század végén számos lakosa kivándorolt Amerikába.
Fényes Elek szerint „Bikszád, tót falu, Pozson vármegyében, Nyitra vmgye szélén, a Kárpát hegyének nyugoti tövében. Van egy kath. paroch. temploma, 1025 kath., 7 zsidó lak; vadakkal bővölködő erdeje, vizimalmai, s nem igen termékeny szántóföldje. Az éleskői urad. tartozik. Ut. p. Sasvár.”
1913-ban az iskola 50 korona segélyben részesült a Varga Mihály pozsonyi kanonok alapítványának kamataiból. A trianoni békediktátumig Pozsony vármegye Nagyszombati járásához tartozott.

## Népessége
| Év:            | 1994. | 2004.   | 2014.   | 2024.   |
| -------------- | ----- | ------- | ------- | ------- |
| Emberek száma: | 708   | 664     | 662     | 667     |
| Eltérés:       |       | -6,21 % | -0,30 % | +0,75 % |

| Év:            | 2023. | 2024.   |
| -------------- | ----- | ------- |
| Emberek száma: | 670   | 667     |
| Eltérés:       |       | -0,44 % |

1910-ben 947, túlnyomórészt szlovák lakosa volt.
2001-ben 706 lakosából 698 szlovák volt.
2011-ben 665 lakosából 628 szlovák volt.

## Neves személyek
- Itt született 1802-ben Egry Antal mezőgazdász, gyümölcskertész.

## Nevezetességei

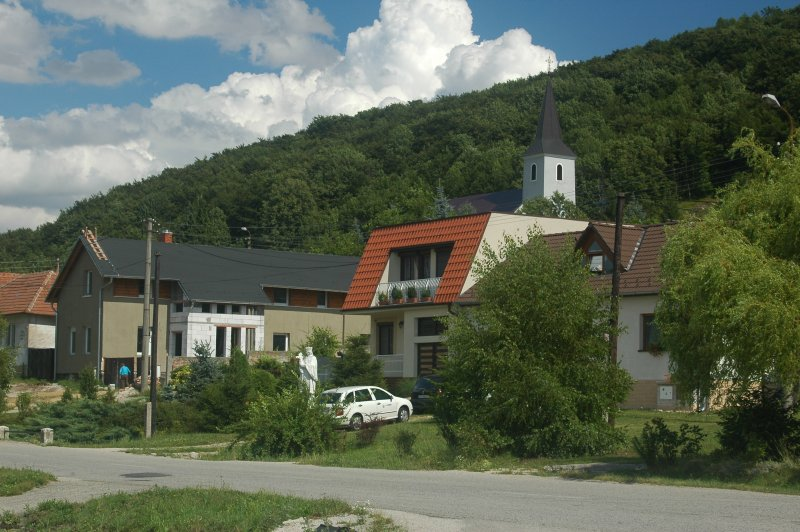
Falu

- Szűz Mária tiszteletére szentelt római katolikus temploma 1788 és 1790 között épült későbarokk stílusban.
- Jézus Szíve kápolna (1999).
- A Dolina falurészen álló Szűz Mária kápolna 1961-ben épült.
- A szobrok közül a legrégibb az 1758-ban készült Szűz Mária-szobor.
- A községtől nyugatra, 576 m magas hegyen áll Éleskő vára.